# OptiPoint
optiPoint ist eine Familie von Systemtelefonen, die von Siemens Enterprise Communications bis September 2010 hergestellt wurde. Sie ist Nachfolger der optiset-Familie und wurde von der aktuellen OpenStage-Familie abgelöst.

## Modelle im Überblick
| HFA                                                                     | SIP                                                                           | TDM                                                              |
| ----------------------------------------------------------------------- | ----------------------------------------------------------------------------- | ---------------------------------------------------------------- |
| optiPoint 410 entry                                                     | optiPoint 410 entry S                                                         | optiPoint 500 entry                                              |
| optiPoint 410 economy optiPoint 410 economy plus optiPoint 410 standard | optiPoint 410 economy S optiPoint 410 economy plus S optiPoint 410 standard S | optiPoint 500 economy optiPoint 500 basic optiPoint 500 standard |
| optiPoint 410 advance                                                   | optiPoint 410 advance S                                                       | optiPoint 500 advance                                            |
| optiPoint 420 economy optiPoint 420 economy plus optiPoint 420 standard | optiPoint 420 economy S optiPoint 420 economy plus S optiPoint 420 standard S |                                                                  |
| optiPoint 420 advance                                                   | optiPoint 420 advance S                                                       |                                                                  |

## optiPoint 410/420
optiPoint 410/420 sind zwei Serien von IP-Telefonen für SIP- und HFA-Schnittstellen.
Alle IP-Telefone dieser Serie werden von Siemens in zwei baugleichen Ausführungen ausgefertigt: Einerseits in der herstellerunabhängigen SIP-Variante und andererseits in der auf Siemens TK-Anlagen ausgerichtete HFA-Ausführung.
Es gibt jeweils neun Modelle, wobei optiPoint 410/420 economy/economy plus und standard optisch identisch sind, sich nur in der inneren Ausstattung unterscheiden.
optiPoint 420 Telefone verfügen statt über Papiereinleger über digitale Displays neben den Funktionstasten zur Beschriftung der Belegung.

## optiPoint 500
optiPoint 500 ist die Serie für UP0/E-Schnittstellen der Siemens Hicom- und HiPath-Telefonanlagen. Insgesamt gibt es fünf Modelle der Serie. Sie sind äußerlich bis auf das optiPoint 500 advance, welches einen zweizeiligen statt vierzeiligen Display wie optiPoint 410 advance hat, mit optiPoint 410 baugleich.
Diese Telefone werden über zweidrahtige Telefonleitungen an Siemens TK-Anlagen angeschlossen.

## Belege
1. ↑  Seite mit Produktnachrichten im Siemens Experts Wiki (Memento des Originals vom 13. Mai 2013 im Internet Archive)  Info: Der Archivlink wurde automatisch eingesetzt und noch nicht geprüft. Bitte prüfe Original- und Archivlink gemäß Anleitung und entferne dann diesen Hinweis..